# Polucja
Polucja, zmaza nocna – mimowolny wytrysk nasienia u mężczyzn podczas snu w fazie REM.
Po raz pierwszy może pojawić się u chłopców w okresie dojrzewania. Pierwsza polucja uznawana jest za objaw osiągnięcia dojrzałości płciowej. Polucje nie występują u wszystkich mężczyzn, a ich brak nie stanowi choroby. Częściej pojawia się u mężczyzn, którzy zachowują abstynencję płciową. Czasami polucji towarzyszą sny o treści erotycznej.
Częstotliwość polucji jest różna u różnych mężczyzn. 83% mężczyzn w USA miało kiedyś polucję. Przeciętna częstotliwość spada z wiekiem – z 0,36 raza w tygodniu u 15-latków do 0,18 raz na tydzień u 40-latków i z 0,23 u żonatych 19-latków do 0,15 u żonatych 50-latków. U niektórych ras polucje są częstsze, np. w Indonezji zdarzają się u 97% mężczyzn przed 24. rokiem życia.

Przeczytaj ostrzeżenie dotyczące informacji medycznych i pokrewnych zamieszczonych w Wikipedii.